# Remesar (Bóveda)
Remesar (llamada oficialmente San Xoán de Remesar) es una parroquia y una aldea española del municipio de Bóveda, en la provincia de Lugo, Galicia.

## Geografía
Limita con las parroquias de Castro de Rei de Lemos al noroeste, Villarbuján al nordeste y este, Rubián, Teilán y Martín al sur, y Broza al oeste.

## Historia
La primera referencia a Remesar aparece en un documento de la Catedral de Lugo, del año 891, en el que se cita como lugar del Valle de Lemos. Posteriormente, Juan de Padromao, abad de Castro de Rey, hace carta de fuero, en 1502, sobre varias casas y heredades de esta parroquia.

## Organización territorial
La parroquia está formada por seis entidades de población, constando cinco de ellas en el nomenclátor del Instituto Nacional de Estadística español:
- Augalevada
- Fontaíña (A Fontaíña)
- Ourille
- Penacova
- Portaxe (A Portaxe)
- Remesar

## Demografía

### Parroquia
| Gráfica de evolución demográfica de Remesar (parroquia) entre 2000 y 2019 |
|                                                                           |
| Datos según el nomenclátor publicado por el INE.                          |

### Aldea
| Gráfica de evolución demográfica de Remesar (aldea) entre 2000 y 2019 |
|                                                                       |
| Datos según el nomenclátor publicado por el INE.                      |

## Lugares de interés
- Iglesia parroquial, del siglo XVII. Edificio con dos naves, de planta rectangular y muros de mampostería, con cubierta de madera a dos aguas.
- Capilla de la Virgen de los Dolores, del siglo XVIII, en el lugar de A Portaxe.
- Restos del Molino de Fidalgo, en A Portaxe.
- Herrería de Penacova, de la que hay referencias desde 1780. Presenta un buen estado de conservación en toda su maquinaria hidráulica.
- Molino de Penacova.